# Juraj II Vojsalić Hrvatinić
Juraj II Vojsalić (fallecido después de 1434) fue un noble bosnio y miembro de la casa de Hrvatinić, hijo de Juraj Vojsalić el Viejo.

## Biografía
Juraj era hijo de Juraj Vojsalić el Viejo y nieto de Vojislav Vukčić Hrvatinić. Su padre tomó el control de gran parte de los territorios que una vez pertenecieron al duque Hrvoje Vukčić, el representante más destacado de la casa de Hrvatinić. A Hrvoje le sucedió su hijo Balša, que murió el mismo año. Jelena, la viuda de Hrvoje, se volvió a casar con el rey bosnio Ostoja. Juraj el Viejo ostentaba el título de duque de Donji Kraji. Juraj el Viejo es mencionado como aliado del rey Tvrtko II en la guerra contra Sandalj Hranić en 1434. Mediante una carta emitida el 12 de agosto de 1434, el duque Juraj, con sus hijos Petar y Juraj, confirmó a la Casa Radivojević las propiedades que poseían y las puso bajo la protección de Fra Juan. La lista de condados mencionados en la carta muestra que Juraj gobernaba la mayor parte de Donji Kraji, el oeste de Hum y probablemente el territorio entre estas áreas. Esta carta es el único documento que menciona a Juraj II.